# 6924 Фукуі
6924 Фукуі (6924 Fukui) — астероїд головного поясу, відкритий 8 жовтня 1993 року.
Тіссеранів параметр щодо Юпітера — 3,106.